# Bassa del Fra Ramon
La Bassa del Fra Ramon té el seu origen en una antiga llera del Ter i se situa entre l'actual desembocadura i el Ter Vell. Referent a la vegetació, els poblaments de Ruppia entapissen els fons de la llacuna, mentre que el salicornar i alguns tamarius aïllats ocupen els marges de la zona inundada. Al voltant de la llacuna hi ha una interessant mostra de vegetació de salobrars.
Pel que fa als hàbitats d'interès comunitari destaquen les llacunes litorals, les comunitats de Salicornia i altres plantes anuals, colonitzadores de sòls argilosos o arenosos salins, els prats i jonqueres halòfils mediterranis (Juncetalia maritimi), els matollars halòfils mediterranis (Sarcocornetea fruticosae). A la zona marítima s'hi localitzen dunes movents embrionàries, dunes movents del cordó litoral amb borró (Ammophila arenaria) i dunes litorals fixades amb comunitats del Crucianellion maritimae. Pel que fa a la fauna, és especialment interessant la fauna ictiològica, ja que s'hi troba una població consolidada de fartet (Aphanius iberus). La zona també és utilitzada per ocells aquàtics (ardèids, anàtids, limícoles) i ocells marins.
Els principals impactes a la conservació de l'espai provenen de l'abocament d'aigües residuals i de l'afluència de 
turistes. Disposa d'un itinerari per a la seva visita i diferents rètols informatius. Existeix un projecte Life-natura, cofinançat per l'Ajuntament de Torroella de Montgrí i la Unió Europea, i amb la col·laboració tècnica de la Universitat de Girona, per reordenar les llacunes d'aquesta zona i de la zona del Ter Vell. El projecte pretén realitzar un seguit d'actuacions per a la recuperació i conservació dels sistemes costaners. Entre les actuacions ja realitzades destaca la regeneració del sistema de dunes en aquelles zones actualment degradades on s'han instal·lat sistemes artificials per facilitar la retenció de sorres.